# La Magdeleine
La Magdeleine (arpità La Madelêna) és un municipi italià, situat a la regió de Vall d'Aosta. L'any 2007 tenia 100 habitants. Limita amb els municipis d'Antey-Saint-André, Ayas, Chamois i Châtillon.

## Administració

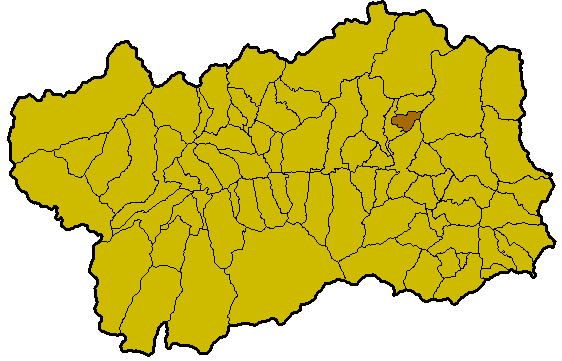
Situació de La Magdeleine a la Vall

| Període | Identitat         | Partit        |
| ------- | ----------------- | ------------- |
| 2005-   | Edi Emilio Dujany | Llista cívica |